# 長崎刑務所
長崎刑務所（ながさきけいむしょ）は、法務省矯正局の福岡矯正管区に属する刑務所。
下部機関として佐世保拘置支所、島原拘置支所、五島拘置支所を持つ。

## 所在地
- 長崎県諫早市小川町1650
  - JR九州 長崎本線 諫早駅または島原鉄道本諫早駅から、長崎県営バス「夫婦木」行きに乗車、「刑務所前バス停」下車

## 収容分類級
- B級

## 収容定員
- 712人

## 沿革
- 天正年間 - 豊臣秀吉が南馬町（現在の長崎市諏訪神社下辺り）に囚獄を設置。
- 1600年（慶長5年） - 囚獄を南馬町から桜町に移転。
- 1874年（明治7年）4月 - 桜町囚獄を長崎本獄に改称。
- 1876年（明治9年）1月 - 長崎監獄に改称。
- 1882年（明治15年） - 長崎村片淵郷に移転。
- 1908年（明治41年）4月 - 旧北高来郡諫早村（諫早市野中町）に、五大監獄（千葉・奈良・金沢・長崎・鹿児島）の一つとして開設。
- 1922年（大正11年）10月 - 長崎刑務所に改称。
- 1937年（昭和12年）5月 - 司法省が廃艦となっていた宇治を購入し、大村海上刑務支所とした[1]。
- 1945年（昭和20年）8月9日 - アメリカ軍による原子爆弾投下により浦上支所が被爆。職員19人および家族、受刑者48人、刑事被告人33人（死刑確定囚4人を含む）が死亡[2]。
- 1957年（昭和32年）7月25日 - 豪雨による水害（諫早大水害）。所長ほか2人が濁流に飲まれて死亡[3]。
- 1988年（昭和63年）4月 - 移転計画決定。
- 1992年（平成4年） - 現在地（諫早市小川町）に移転。
- 2025年（令和7年）4月1日　- 長崎拘置支所を廃止（収容業務は2023年11月から停止）[4]。

## 組織
所長の下に3部を持つ3部制である。
- 総務部（庶務課、会計課、用度課）
- 処遇部（処遇担当、企画担当）
- 医務部（保健課、医療課）

## 特記事項
- 1945年の長崎への原爆投下では、当時の長崎刑務所浦上刑務支所がもっとも爆心地に近かった建造物であった。そのため、一瞬にして収容者と職員の合せて134名全員が絶命した。また戦時中に制定された規則で九州地区唯一の刑場があったため、そのなかには死刑囚2名も含まれていた。
- 旧刑務所を設計した山下啓次郎はジャズピアニスト・山下洋輔の祖父で、五大監獄などの設計で知られる。旧刑務所は赤レンガ造りの重厚な建物で、1992年の移転後もしばらく取り壊されず、廃墟と化していたが、2007年に正門や正面の尖塔など一部を残して取り壊された。諫早市が買い取って保存する計画もあったが、市の財政難と老朽化がかなり進んでいたこともあり、計画は立ち消えになった。また、刑務所という特殊な施設のゆえ建物に愛着を抱く人は少なく、廃墟への無断侵入が相次いでいたために建物の早期取り壊しを求める声すらあったという。
- 同刑務所で刑務作業の指導を担当していた元職員が、在職していた2011年に、墓石の修理代など200万円以上を自己負担するなど、いわゆる「自爆営業」を行っていたことが、2016年11月28日付の毎日新聞で報じられた。他の刑務所でも同様なことが行われているとの疑いが、有識者から指摘されている[5]。